# Johnny Valiant
John L. Sullivan (né Thomas M. Sullivan le 25 novembre 1946 à Pittsburgh (Pennsylvanie) et mort le 4 avril 2018 dans la même ville percuté par un pick up) est un catcheur et manager américain plus connu sous le nom de Johnny Valiant. 